# Sreten Lukić
Sreten Lukić (serbio: Сретен Лукић; 28 de marzo de 1955) es un político serbio. Se desempeñó como jefe de la policía serbia en Kosovo durante la Guerra de Kosovo de 1998–99 y, posteriormente, como Viceministro de Asuntos Internos de Serbia desde 2001 hasta 2004.
En 2003 fue acusado de presuntos crímenes de guerra cometidos por las fuerzas policiales serbias en Kosovo.

## Carrera
Desde mayo de 1998, Lukić fue Jefe del personal del Ministerio de Asuntos Internos de Serbia (MUP) para Kosovo y Metohija y, desde junio de 1999, fue Jefe Adjunto del Servicio de Seguridad Pública (RJB) y Jefe de la Administración de Fronteras de la Policía de Fronteras en el MUP. Fue nombrado Ministro Adjunto y Jefe de RJB el 31 de enero de 2001 y permaneció como Ministro Auxiliar hasta que fue despedido por el Primer Ministro Vojislav Koštunica en marzo de 2004.

## Juicio y sentencia del TPIY
Fue condenado por crímenes de lesa humanidad y violaciones de las costumbres de la guerra por el Tribunal Penal Internacional para la ex Yugoslavia (TPIY) con otros tres policías y generales del ejército serbios, el exjefe de personal general Nebojša Pavković, el exgeneral del ejército Vladimir Lazarević y la policía general Vlastimir Đorđević. La acusación formal acusó a los cuatro de haber "planeado, instigado, ordenado, cometido o de otra manera ayudado y alentado en una campaña deliberada, generalizada o sistemática de terror y violencia dirigida a los civiles albaneses de Kosovo que viven en Kosovo".
Lukić se rindió y fue transferido al TPIY el 4 de abril de 2005. Se declaró inocente de todos los cargos. Finalmente fue juzgado con Milan Milutinović, Nikola Šainović, Dragoljub Ojdanić, Pavković y Lazarević por delitos cometidos en el territorio de Kosovo, comenzando aproximadamente el 1 de enero de 1999 y continuando hasta el 20 de junio de 1999. El 26 de febrero de 2009. Lukić fue declarado culpable por la Sala de Primera Instancia de varios cargos y condenado a 22 años de prisión. Fue condenado por delitos que incluyen deportación, otros actos inhumanos (traslado forzoso), asesinato, persecuciones por motivos políticos, raciales o religiosos (delitos contra la humanidad) y asesinato (violaciones de las leyes o costumbres de la guerra).
Se determinó que Lukić tenía la intención de desplazar por la fuerza a parte de la población albanesa de Kosovo, tanto dentro como fuera de Kosovo, y así garantizar el control continuo de la Antigua República de Yugoslavia (ARY) y las autoridades serbias sobre la provincia: su participación en la "empresa criminal conjunta" en Kosovo se dice que es responsable de cometer los delitos especificados en la sentencia Peć, Dečani, Đakovica, Prizren, Orahovac, Suva Reka, Srbica, Kosovska Mitrovica, Vučitrn, Pristina, Gnjilane, Uroševacy y Kačanik. En apelación, su sentencia fue reducida a 20 años el 23 de enero de 2014.